# Svetozar Pribićević
Svetozar Pribićević, hrvaški politik srbskega rodu, * 26. oktober 1875, Kostajnica (Hrvaška), † 15. september 1936, Praga, Češka.
Pred prvo svetovno vojno je bil voditelj Hrvaško-srbske koalicije, novembra 1918 pa se je zavzemal za brezpogojno združitev Države Slovencev, Hrvatov in Srbov s Kraljevino Srbijo in Črno goro. V novi državi je bil prvak marca 1924 ustanovljene Samostojne demokratske stranke in kot dolgoletni notranji minister eden glavnih zagovornikov unitarizma in centralizma, s katerim je prekinil leta 1927, leta 1931 pa je politično emigriral.